# Joseph François Louis Deschamps
Joseph François Louis Deschamps (ur. 14 marca 1740 roku zm. 8 grudnia 1824) – francuski lekarz. Był naczelnym chirurgiem w paryskim szpitalu Charité. W 1793 roku opisał w swojej pracy proces podwiązywania naczyń podczas operacji. Wprowadził narzędzie zwane igłą Deschampsa, która jest używana do dziś.